# BattleForge
BattleForge – gra komputerowa z gatunku określanego jako MMORTS. Łączy ona w sobie cechy gier z gatunku RTS, gier karcianych oraz Massive Multiplayer Online. Gra miała swoją premierę 27 marca 2009 roku. Od dnia 26 maja 2009 roku dostępna była w modelu free-to-play. Serwery gry zostały wyłączone 31 października 2013 roku po wcześniejszym ogłoszeniu tego przez dystrybutora.
Polskim dystrybutorem gry było EA Polska.

## Cechy gry
Rozgrywka w Battleforge rozpoczyna się w tzw. kuźni (forge). Jest to swego rodzaju poligon do testowania posiadanych kart, opracowywania taktyk i organizacji naszych zasobów. W forge ulepszamy karty a także układamy nasze talie. Z poziomu forge mamy dostęp do całego interfejsu gry w tym do mapy świata z której przechodzimy do właściwej rozgrywki.
Battleforge nie jest typową grą RTS; wykorzystuje ona mechanizmy obecne w kilku innych gatunkach:
- MMORPG: gra toczy się wyłącznie on-line (nawet dla map jednoosobowych); gracz tworzy swojego avatara (Skylorda), który zdobywa doświadczenie i statystyki za swoje postępy w grze, istnieją zaawansowane mechanizmy społecznościowe jak np. kanały czatu, lista znajomych, dom aukcyjny, możliwość tworzenia drużyn, podział lootu na zasadzie pass/need/greed wewnętrzna poczta email, możliwość dokupywania punktów w grze za pieniądze.

- Gra karciana: podstawą budowy armii i budynków, rzucania zaklęć itd. są karty, które gracz organizuje w talie (decki). W grze aktualnie dostępne jest 200 kart, gracz może dowolnie je łączyć, jednak w talii można mieć maksymalnie 20 kart. Istnieją trzy rodzaje kart – jednostki, budynki, zaklęcia. Dodatkowym rodzajem jest ulepszenie, które trwale zwiększa statystyki karty, w zamian jednak trwale przypisuje ją do jednego skylorda co uniemożliwia późniejszą sprzedaż karty. Karty są podzielone na 4 kolory: fire, frost, nature i shadow. Można założyć, że odpowiadają one stronom konfliktu znanym z tradycyjnych RTS-ów, ale nie jest to pełna analogia, gdyż gra umożliwia granie naraz kartami z kilku różnych kolorów. Początkowo gracz posiada 64 karty (po 16 na każdy kolor), ich liczbę można zwiększyć przez zakup boosterów (zestaw 8 losowych kart), tome’ów (zestaw 6 boosterów) lub pojedynczych kart za pomocą mechanizmu aukcyjnego. Kartami można się też wymieniać na specjalnym ekranie handlu, wreszcie – można otrzymać od kogoś karty przez wewnętrznego e-maila.

- RTS: właściwa gra to strategia czasu rzeczywistego. Istnieją dwa tryby gry – PvE i PvP. Pierwszy polega na walce drużyny graczy z przeciwnikiem komputerowym na przygotowanych do tego mapach. Istnieją mapy dla 1, 2, 4 i 12 graczy ale nie trzeba mieć kompletnej drużyny by móc rozpocząć dany scenariusz. Przed poszczególnymi graczami stawiane są różne cele (przykładowo pierwszy gracz ma za zadanie niszczyć strategiczne budynki wroga natomiast drugi musi eskortować jakąś jednostkę), a zwycięstwo w dużej mierze zależy od umiejętności współpracy z innymi graczami. Mapy PvE są ze sobą powiązane fabularnie, ukończenie każdego scenariusza odkrywa kawałek historii świata Nyn, która jest zapisywana w Kronice (Chronicle). Ponadto nagrodą za ukończenie map jest loot, na który składają się ulepszenia do kart, złoto oraz doświadczenie. Istnieją trzy poziomy trudności każdej mapy, aby zagrać na wyższym poziomie trzeba najpierw ukończyć dany scenariusz na poziomie standardowym. Tryb PvP koncentruje się na walce graczy pomiędzy sobą, istnieją warianty pojedynków 1 na 1 (duele) oraz 2 na 2. Nagrodą za zwycięstwa w pojedynkach PvP jest złoto, doświadczenie oraz tokeny za pomocą których możemy tworzyć ulepszenia do kart. Warto nadmienić, że w Battleforge doświadczenie PvE i PvP jest liczone osobno a gracze zyskują osobne poziomy PvE i PvP.

## Fabuła
Fabuła gry toczy się w fantastycznym świecie o nazwie Nyn. Świat ten jest drobiazgowo opisany, ale pełna fabuła jest jeszcze niezaimplementowana. Opowiada ona o wojnie między bogami a tytanami. Ludzie pełnią niej marginalną rolę, aż do czasu gdy bogowie nie obdarzają niektórych ludzkich bohaterów nieśmiertelnością i nadprzyrodzonymi mocami. Stają się oni Skylordami – półboskimi istotami którym dana została moc przywoływania legendarnych, mitycznych stworzeń. To właśnie w skylorda wciela się gracz. Fabułę świata poznaje się na wielu płaszczyznach – np. aby poznać pełną historię bohaterów świata Nyn trzeba ukończyć odpowiednie scenariusze, aby poznać historię każdej jednostki trzeba zdobyć ulepszenia do niej. W grze wszystko ma swoje fabularne uzasadnienie – scenariusze, bohaterowie, frakcje i poszczególne karty. Dostęp do odblokowanych fragmentów historii mamy poprzez Kronikę.

## Karty
Fire – kolor nastawiony na jak najmocniejszy atak, zaklęcia to niemal wyłącznie czary ofensywne, jednostki mają niewiele życia i wysokie obrażenia, wiele z nich specjalizuje się w niszczeniu budynków.
Frost – karty z tego koloru mają dobre parametry obronne i najlepsze możliwości budowania, ochrony i naprawiania budynków. Charakterystyczne dla frost są różne sposoby na zamrażanie przeciwnika oraz nakładania na swoje jednostki ochronnej tarczy.
Nature – specjalizuje się w kontroli nad przeciwnikiem oraz wzmacnianiu własnych jednostek. Jednostki nature mają dobre parametry i są uniwersalne.
Shadow – kolor ten posiada zarówno czary ofensywne jak i buffy, jednostki są tanie, lecz nieco słabsze od innych kolorów. Powszechne w shadow jest poświęcanie własnych jednostek by zyskać większe możliwości – wiele jednostek uszkadza się samoistnie podczas ataku, a czary ofensywne szkodzą także własnym jednostkom
Aby zagrać jakąś kartą trzeba spełnić jej wymagania dotyczące monumentów oraz posiadać wystarczającą ilość energii potrzebnej do zagrania. Energia jest czerpana z Power Wells oraz z void – zbiornika na energię z rzuconych zaklęć i poległych jednostek. Energia to odpowiednik surowców z gier strategicznych, podobnie jak surowcami trzeba dbać o racjonalne gospodarowanie energią.
Karty można podzielić także ze względu na częstość występowania:
Common – podstawowy typ karty, stanowią większość w pierwszym zestawie kart, łatwo jest także trafić na nie w boosterach, zazwyczaj nie osiągają wysokich cen na aukcjach, a jednostki i zaklęcia nie oferują zaawansowanych funkcji.
Uncommon – rzadsze od common, mają od nich także większe możliwości, są droższe i bardziej przydatne w walce.
Rare – karty o dużej funkcjonalności, posiadające mocne i przydatne zdolności. Posiadanie ich daje przewagę nad przeciwnikiem wyposażonym w pospolitsze typu kart.
Ultra rare – najrzadszy typ kart, karty tego typu zazwyczaj wyróżniają się jedną, bardzo silną cechą w znaczący sposób wpływającą na przebieg walki. Zazwyczaj są najdroższe i najtrudniej na nie trafić w boosterach.

## Punkty w Battleforge
W grze jest wiele różnych rodzajów punktów:
Battleforge points – najcenniejsze punkty, jest to wirtualna waluta za jaką kupujemy karty na aukcjach i boostery. Na nowo założonym koncie znajduje się 3000 BFP, aby zdobyć dodatkowe trzeba sprzedawać swoje karty lub kupić za realne pieniądze (na zasadzie mikrotransakcji).
Gold – złoto, ma drugorzędne znaczenie w grze, służy do opłacania różnych czynności związanych z aktywnością w świecie gry – wysyłania maili, ulepszania kart, wystawiania aukcji. Złoto zarabiamy wygrywając mapy (zarówno PvE jak i PvP).
Tokens – tokeny, możliwe do zdobycia wyłącznie w grze PvP, za ich pomocą można tworzyć ulepszenia do kart (zamiast zdobywać je w grze PvE można samodzielnie stworzyć ulepszenie za pomocą tokenów). Istnieją trzy rodzaje tokenów:
- Battle tokens – nagroda za grę PvP, ich liczba zależy od wydanej podczas gry energii. Co istotne – battle tokens otrzymuje się niezależnie od tego czy jest się zwycięzcą czy przegranym, dlatego często opłaca się kontynuować walkę nawet pomimo bycia na straconej pozycji. Stworzenie ulepszenia do jednej karty kosztuje od kilkunastu do kilkudziesięciu battle tokenów.

- Victory tokens – nagroda za zwycięstwo w grze PvP, wykorzystywany w ulepszaniu rzadszych typów kart. Ulepszenie karty kosztuje od kilku do kilkunastu victory tokens, przy czym karta ciągle posiada swój koszt w battle tokenach.

- Honour tokens – jeszcze niezaimplementowane.

EXP – punkty doświadczenia za mapy PvE, zdobywanie ich pozwala awansować na wyższy poziom.
ELO – punkty doświadczenia za mapy PvP.
Wraz ze wzrostem doświadczenia zmienia się tytuł gracza.